# Eristena marginalis
Eristena marginalis is een vlinder uit de familie van de grasmotten (Crambidae), uit de onderfamilie van de Acentropinae. De wetenschappelijke naam van deze soort is voor het eerst gepubliceerd in 1915 door Lionel Walter Rothschild.
De soort komt voor in Indonesië Papoea).